# Neivamyrmex texanus
Neivamyrmex texanus es una especie de hormiga guerrera del género Neivamyrmex, subfamilia Dorylinae. 

## Distribución
Esta especie se encuentra en Honduras, México y los Estados Unidos.